# Península de Guanahacabibes
Die Península de Guanahacabibes ist eine  Halbinsel an der Westspitze der Insel Kuba, die seit 1987 als Biosphärenreservat geschützt ist. 

## Geographie
Guanahacabibes gehört zum Municipio Sandino in der Provinz Pinar del Río. Die Halbinsel hat eine Fläche von 1200 km² und ist kaum besiedelt. Am der Yucatánstraße zugewandten Ende der Halbinsel liegt das Cabo de San Antonio, der westlichste Ort Kubas. Auf ihrer Südseite schließt sie die von Sandstränden gesäumte Bucht von Corrientes ein, die mit dem Cabo Corrientes als südlichstem Punkt abschließt. Das Gelände der Halbinsel ist flach und besteht aus jungen Kalksteinformationen, die durch tropischen Karst stark gestaltet wurden. Es gibt viele Höhlen und Dolinen.

## Strafarbeitslager
In der Phase der Radikalisierung der Kubanischen Revolution ließ Che Guevara auf Guanahacabibes ab Herbst 1960 ein Zwangsarbeitslager einrichten. Dorthin ließ er Mitarbeiter der Revolutionsregierung schicken, die oft nur vage definierter Verstöße gegen die von ihm propagierte „revolutionäre Moral“ verdächtigt wurden. Sie sollten sich durch harte körperliche Arbeit bewähren und als „umerzogene“ Revolutionäre in den Regierungsapparat zurückkehren. 1962 wurden Regularien erlassen, in denen 32 mit Lagerhaft zu ahndende Verfehlungen in der Amtsführung aufgeführt wurden, darunter durch Fahrlässigkeit verursachte Nichterfüllung von Produktionszielen. Nach einem 1963 von der Interamerikanischen Kommission für Menschenrechte dokumentierten Bericht eines kubanischen Rechtsanwalts waren dort damals 4000 Personen festgehalten. Allein im Lauf des Septembers 1961 seien 2000 Personen zu einem Aufenthalt im Straflager Guanahacabibes verurteilt worden. Als ein Beispiel für von der Regierung als umzuerziehende „asoziale Elemente“ klassifizierten Bürger erwähnt der Kommissionsbericht einen dem Anwalt persönlich bekannten Mann, gegen den wegen wiederholter Trunkenheit an Samstagen und Sonntagen ein sechsmonatiger Lageraufenthalt verhängt wurde. Die auf Guanahacabibes erstmals praktizierte Praxis der willkürlichen außergerichtlichen Internierung von Kubanern, denen keinerlei konkrete Straftaten vorgeworfen wurden, wurde in späteren Jahren wiederholt: Bekannteste Beispiele waren die von 1965 bis 1967 betriebenen Arbeitslager für Homosexuelle, Zeugen Jehovas und andere junge Männer (UMAP).

## Flora und Fauna
Zum Schutz der reichhaltigen Flora und Fauna wurde die Halbinsel 1987 von der UNESCO zum Biosphärenreservat erklärt. Für Strand- und Tauchtourismus gibt es eine Hotelanlage in María La Gorda auf der Südseite der Halbinsel. Es gibt eine Krokodilfarm (mit der endemischen Art Kuba- oder Rautenkrokodil), die besichtigt werden kann.
Die Nordküste der Halbinsel besteht hauptsächlich aus Mangrovenwäldern, während der südliche Küstenabschnitt von Sandstränden und Korallenbänken gesäumt ist.
Die Vegetation abseits von der Küste ist ein Trockenwald, mit saisongrünen Gehölzen (Sträucher und meist niedrige Bäume). Bereiche, die abgeholzt wurden, sind Savannen. Niederschläge versickern sofort (Karst), dadurch ist außer extensiver Weidewirtschaft keine Landwirtschaft möglich.
Das Gebiet ist sehr artenreich, vor allem die 172 Vogelarten sind bemerkenswert, unter ihnen Papageien, Eulen und der kleinste Vogel der Welt, der Hummelkolibri (oder Bienenelfe, Mellisuga helenae). Bemerkenswert sind die vom Aussterben bedrohten Meeresschildkröten, welche die Strände der Halbinsel zur Eiablage nutzen.

## Unterwasserstrukturen
Im Jahr 2000 entdeckte eine kubanisch-kanadische Expedition namens Exploramar unter der Leitung von Paulina Zelitsky, einer Schiffbauingenieurin, und ihrem Ehemann Paul Weinzweig, Eigentümer eines kanadischen Unternehmens namens „Advanced Digital Communications“, auf der Suche nach versunkenen Schiffen im Meer ungewöhnliche Unterwasserstrukturen (21,77255° N, 84,83674° W) vor der Halbinsel Guanahacabibes. Aufgrund ihrer geografischen Lage war diese Region im Westen Kubas jahrhundertelang ein Zufluchtsort für Piraten und Schauplatz häufiger Überfälle auf Schiffe, die gezwungen waren, auf ihrem Weg zwischen dem amerikanischen Kontinent und Spanien dort vorbeizufahren.
Diese Strukturen, genannt „Mega“, wurden mittels Side-Scan-Sonar entdeckt und umfassen unter anderem kubische und pyramidenförmige Formationen sowie eine kleine, offenbar metallische Platte.
Manuel Iturralde, Doktor der geologischen Wissenschaften und Mitglied der damaligen Expedition, macht jedoch darauf aufmerksam, dass die Einordnung der zwischen 600 und 750 Metern Tiefe im Bett eines Unterwassertals nordwestlich der Halbinsel, am Fuße des Bajo de San Antonio, entdeckten Strukturen als Artefakte lediglich auf Hypothesen beruhe und weitere Sondierungen des Meeresbodens nötig seien. Allerdings fehle dafür jedoch ein Budget in Millionenhöhe.